# Silbo gomero
Silbo gomero är ett visselspråk som talas på ön La Gomera, en av kanarieöarna. Språket används för att kommunicera över de många djupa dalar som finns på ön. Silbo gomero förklarades 2009 av Unesco som ett Masterpiece of the Oral and Intangible Heritage of Humanity.
Språket skapades av Kanarieöarnas ursprungsinvånare, och anpassades till spanska när öarna på 1500-talet koloniserades av spanjorer. Språket är obligatoriskt att lära ut i skolorna på ön.
Språket har vissa likheter med morsealfabetet i det att det sammansätts av ett mindre antal grundelement som är kod för bokstäver, stavelser och speciella ljud. Grundelementen består av visslingar med olika tonhöjd och styrka. Med detta som bas kan man med visslingar överföra meningar, som kan handla om vad som helst.
Jämför med fäbodlåtar som också är ett slags kommunikation över dalar.